# 2008 en boxe anglaise
| Années de la boxe anglaise : 2005 - 2006 - 2007 - 2008 - 2009 - 2010 - 2011    |
| Décennies de la boxe anglaise : 1970 - 1980 - 1990 - 2000 - 2010 - 2020 - 2030 |

Cet article présente les faits marquants de l’année 2008 en boxe anglaise.

## Évènements

### Jeux olympiques
- Boxe aux Jeux olympiques d'été de 2008